# Trimbach, Bas-Rhin
Trimbach là một xã thuộc tỉnh Bas-Rhin trong vùng Grand Est đông bắc Pháp.